# Àtal (sofista)
Àtal o Àttal fou un sofista del segle ii, fill de Polemó i avi del sofista Hermòcrates de Focea. Es creu, per una inscripció, que era nadiu d'Esmirna, però havia viscut a Laodicea la major part del temps.